# Liste der Geotope im Landkreis Dachau
Diese Liste enthält die Geotope des Oberbayerischen Landkreises Dachau in Bayern.
Die Liste enthält die amtlichen Bezeichnungen für Namen und Nummern des Bayerischen Landesamt für Umwelt (LfU) sowie deren geographische Lage. Diese Liste ist möglicherweise unvollständig. Im Geotopkataster Bayern sind etwa 3.400 Geotope (Stand März 2020) erfasst. Das LfU sieht einige Geotope nicht für die Veröffentlichung im Internet geeignet. Einige Objekte sind zum Beispiel nicht gefahrlos zugänglich oder dürfen aus anderen Gründen nur eingeschränkt betreten werden.
| Name                                  | Bild | Geotop ID | Gemeinde / Lage | Geologische Raumeinheit | Beschreibung | Fläche m² / Ausdehnung m | Geologie                   | Aufschlussart       | Wert      | Schutzstatus      | Bemerkung |
| ------------------------------------- | ---- | --------- | --------------- | ----------------------- | --- | ------------------------ | -------------------------- | ------------------- | --------- | ----------------- | --------- |
| Molasse-Aufschluss NE von Etzenhausen |      | 174A002   | Dachau Position | Paar-Isar-Region        | Die ehemalige Sandgrube am ehemaligen Amper-Prallhang Leitenberg erschließt geschichtete mürbe Sandsteine der Oberen Süßwassermolasse. | 100 20 × 5               | Typ: Gesteinsart Art: Sand | Kiesgrube/Sandgrube | bedeutend | kein Schutzgebiet |           |